# Esmarkbreen (Südgeorgien)
Der Esmarkbreen (von norwegisch breen ‚Gletscher‘) ist ein Gletscher an der Südküste Südgeorgiens. Er fließt in den westlichen Abschnitt der Jossac Bight. 
Der norwegische Geologe Olaf Holtedahl (1885–1975) benannte den Gletscher im Zuge seiner Antarktisfahrt (1927–1928). Namensgeber ist der dänische Geologe und Mineraloge Jens Esmark (1763–1839).